# علیرضا رفیعی‌پور
علیرضا رفیعی‌پور (زادهٔ ۱۱ مهر ۱۳۷۲) بازیکن فوتسال اهل ایران است که در تیم فوتسال کراپ قزوین در لیگ برتر فوتسال ایران و تیم ملی فوتسال ایران بازی می‌کند.
از باشگاه‌هایی که در آن بازی کرده است می‌توان به تیم های حفاری اهواز، نفت الوسط عراق ، سون نام ویتنام، صفین اندونزی و کراپ قزوین اشاره کرد.